# مسجد ترانغيره
مسجد ترانغيره (بالملايو: Masjid Tengkera ) هو مسجد يقع في مدينة ملقا، وهو أقدم مسجد في ولاية ملقا في ماليزيا، المسجد يقع بالقرب من بندر هيلير.

## التاريخ
تم بناء مسجد ترانغيره في عام 1728، وكان يستخدم المسجد كونه المسجد الرسمي في ولاية ملقا قبل إنشاء المسجد العظيم في عام 1990 .

## العمارة
بني هيكل المسجد الأصلي بالكامل من الخشب الذي اشتري من كليمنتان من شركة الهند الشرقية الهولندية، وقد خضع المسجد منذ بنائه إلى عدة تجديدات وترميمات، ويتكون المسجد من مكونات الثقافة الجاوية، ويتميز بسقف هرمي ثلاثي متدرج وقاعدة مربعة، والمسجد واحد من عدد قليل من المساجد في ماليزيا التي لديها مئذنة تشبه مئذنة المعبد، التصميم الداخلي للمسجد هو خليط من عمارة الملايو والعمارة الصينية والعمارى الإندونيسية .

## المميزات
بجوار مسجد ترانغيره يوجد ضريح السلطان حسين شاه جوهر .